# Schwarzenfelstunnel
Der Schwarzenfelstunnel ist ein 2.120 m langer Eisenbahntunnel der Schnellfahrstrecke Hannover–Würzburg. Die Röhre liegt rund 25 Kilometer südlich von Fulda, nahe der Landesgrenze zu Bayern. Er verläuft auf dem Gebiet des Ortsteils Schwarzenfels der hessischen Gemeinde Sinntal und trägt daher seinen Namen.

## Verlauf
Die Trasse läuft in Nord-Süd-Richtung auf der linken Seite des Sinntales. Sie beschreibt im Bereich des Nordportals zunächst, in südlicher Richtung, eine Rechtskurve von 5450 m Radius, die zum Südportal hin in eine Gerade übergeht. Die Gradiente fällt im Tunnel mit zunächst 12,5 Promille und etwa ab dem Einfahrvorsignal des Bahnhofs Mottgers mit 2,0 Promille nach Süden ab.
Die Röhre nimmt zwei Gleise auf einem Schotter-Oberbau auf, die planmäßig mit 250 km/h befahren werden können. Nördlich schließt sich mit dem Landrückentunnel der längste deutsche Tunnel an, südlich folgt der Betriebsbahnhof Mottgers.

## Geschichte

### Planung
Die Röhre wurde am 20. September 1982 am Südportal angeschlagen. Unter der Gästen waren unter anderem Bundesverkehrsminister Volker Hauff, Hessens Ministerpräsident Holger Börner und Bundesbahn-Vorstand Reiner Gohlke. Die Tunnelpatenschaft hatte Vera Rüdiger, die damalige hessische Ministerin für Bundesangelegenheiten übernommen. Die geplante Bauzeit lag bei drei Jahren.
Dabei lagen die geplanten Kosten des 2.120 m langen Bauwerks bei 57 Millionen DM. Der Durchstich wurde dabei für den 4. Juni 1984 erwartet, die Fertigstellung (einschließlich Bahntechnik) sollte im Juni 1985 erfolgen.
In der Planungs- und Bauphase lag das Bauwerk in den Baukilometern 246 und 248.

### Bau
Am Nordportal wurden rund 70 m aufgrund geringer Überdeckung und der Gebirgsverhältnisse in offener Bauweise erstellt. Der Rest wurde in bergmännischer Bauweise (Spritzbetonbauweise) erstellt. Die Überdeckung liegt bei nur fünf bis zehn Metern.
Bei einem Nutzquerschnitt von rund 86,5 m² wurde ein Ausbruchsquerschnitt bis zu 145 m² hergestellt. Aus dem Berg wurden rund 440.000 m³ Massen ausgebrochen und auf der Deponie Schneefeld Heiners eingebaut.
Ende 1983 war mehr als die Hälfte der Tunnellänge vorgetrieben.
Während der Bauphase lag der Tunnel zwischen den Baukilometern 246,162 (Nordportal) und 248,241 (Südportal).
Bei den Bauarbeiten wurde ein bis dahin nicht bekannter Fluchtstollen zur Burg Schwarzenfels entdeckt.
Beauftragt wurde eine Arbeitsgemeinschaft der Bauunternehmen Alfred Kunz und Kronibus Tunnelbau. Es war der dritte durch die Bauunternehmung Alfred Kunz realisierte Tunnel der Strecke.
Ein Ölgemälde von Peter Tomschiczek zeigt den Blick von einem der beiden Portalbereiche des Tunnels auf den anschließenden offenen Streckenabschnitt.